# Coup d'État de 1989 au Soudan
Le coup d'État soudanais de 1989 est un coup d'État militaire survenu au Soudan le 30 juin 1989. Le coup d'État était dirigé par le colonel Omar al-Bashir contre le gouvernement du Premier ministre Sadiq al-Mahdi.